# 능주중학교
능주중학교(菱州中學校)는 대한민국 전라남도 화순군 능주면 잠정리에 있는 사립 중학교이다.

## 학교 연혁
- 1966년 11월 19일 : 학교법인 신암학원 인가, 초대 이사장 김농주 선생 취임
- 1966년 12월 19일 : 능주중학교 설립 인가
- 1970년 2월 22일 : 능주중학교 제1회 졸업
- 1992년 10월 5일 : 우정학원 이사장 이중근 박사 취임
- 1992년 11월 23일 : 학교법인 우정학원으로 명의 변경
- 2024년 3월 1일 : 제16대 교장 김학문 선생 취임
- 2024년 11월 7일 : 제6대 이사장 이중근 박사 취임
- 2025년 1월 3일 : 제56회 졸업생 56명 배출(총 7,915명)
- 2025년 3월 4일 : 2025학년도 신입생 59명 입학

## 참고 자료
- 능주중학교 - 한국교육학술정보원 학교알리미